# La tentación de San Antonio (Dalí)
La tentación de San Antonio es un cuadro realizado por el pintor español Salvador Dalí en 1946. La obra está pintada al óleo sobre lienzo, es de estilo surrealista y mide 90 x 119,5 cm. Se conserva en Bruselas en los Museos Reales de Bellas Artes de Bélgica.

## Descripción
En el cuadro se muestra en el ángulo inferior izquierdo a San Antonio Abad ante un vasto desierto con el horizonte bajo, de espaldas arrodillado y sosteniendo una cruz hecha con dos varitas para protegerse de las tentaciones que se acercan, con el antiguo gesto del exorcismo. Estas son representadas por un caballo y una fila de elefantes gigantescos, todos estos con sus patas alargadas de forma grotesca y cada uno cargando con una tentación.

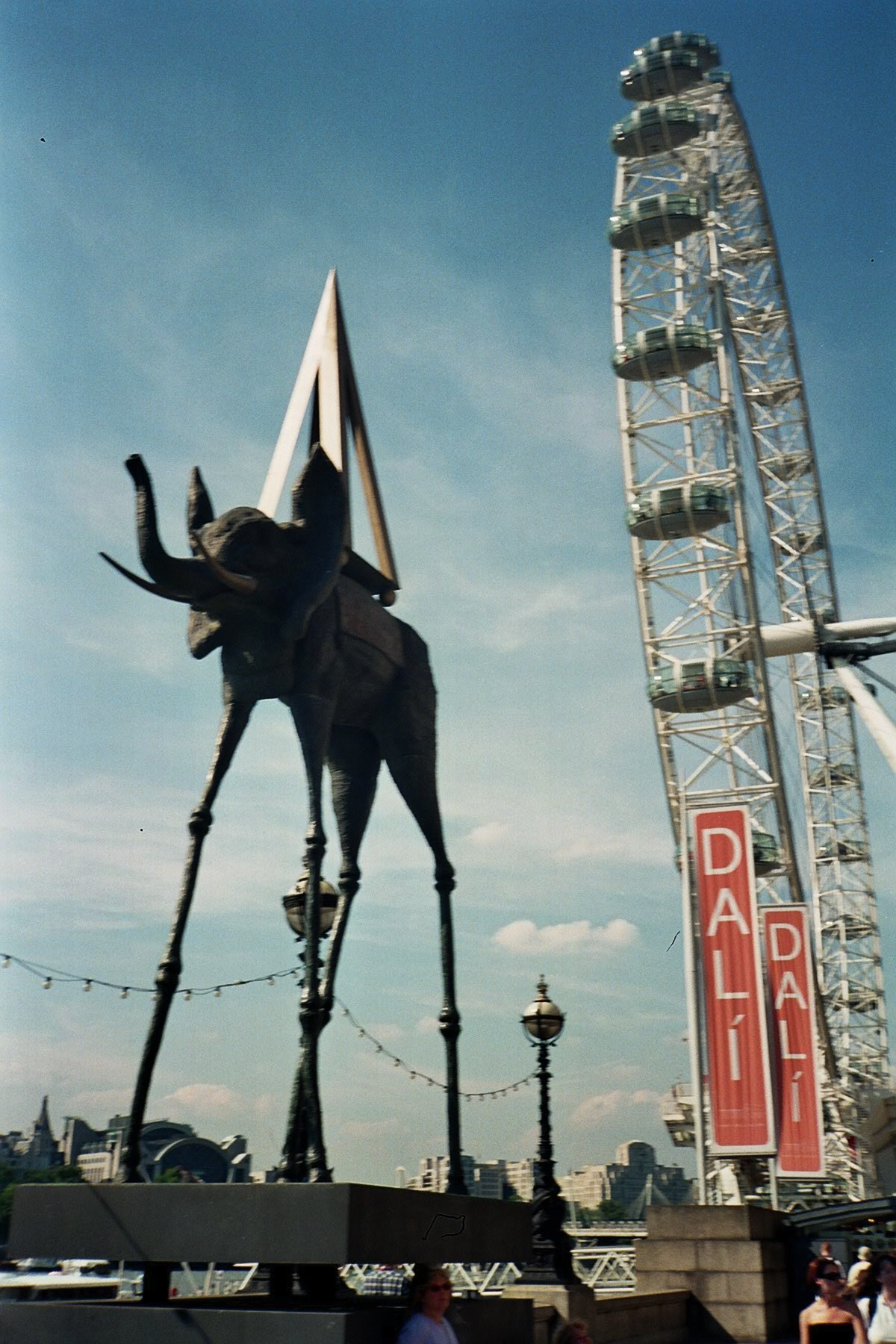
Exposición sobre Dalí en Londres. En primer término hay una escultura de un elefante de patas alargadas con una pirámide en el lomo, idéntico a uno de los que aparecen en el cuadro. Al fondo se encuentra el London Eye.

San Antonio aparece representado como un mendigo, desnudo, con el pelo revuelto y apoyado con la mano izquierda sobre una piedra. Delante de él hay una calavera.
El cuadro describe literalmente las tentaciones a las que el hombre normalmente cae: 
- Felicidad, representado con el caballo, el cual tiene sus pezuñas desgastadas y llenas de polvo. Este animal recuerda a los jumentos esqueléticos de los primeros cuadros surrealistas del autor.
- Placer, representado por la mujer sobre el primer elefante.
- Oro y riquezas, representados por los dos elefantes sobre los que hay una pirámide y un palacio de oro y dentro de este último, un torso femenino lo aguarda.

Más atrás, otro elefante carga un altísimo monolito sobre su espalda, de reminiscencias fálicas. Detrás de este y sobre las nubes tormentosas, hay un castillo.
En el paisaje desértico unas figuras diminutas: dos hombres discuten y al fondo, un hombre lleva de la mano a su hijo. Este último par de personajes también es representado en Vestigios atávicos después de la lluvia. Un ángel blanco de perfil vuela sobre el horizonte del desierto.
La puesta en escena de la obra representa un impacto en el subconsciente al mostrar un entorno sombrío o gris cual desierto dispuesto para la más cruel de las tormentas, esta confrontación pone en alerta al receptor y despierta sus sentidos para disfrutar del resto de la obra.
Las tentaciones son dirigidas por Satanás en forma de caballo blanco que se encabrita, alejándose de la tosca cruz de madera que muestra así su poder, protegiendo al débil anciano. Dalí lo representa hermoso, terrible e imposible a un tiempo, con las herraduras al revés, siguiendo la tradición medieval de representar lo no cristiano del revés o al revés. El elefante que le sigue, portando en su lomo la copa de la Lujuria con una mujer desnuda, enfatiza el erotismo de la obra. Los otros elefantes cargan edificios, el primero un obelisco inspirado en el de Bernini en Roma, y los otros palacetes venecianos de estilo palladiano.
En los años 1940 Dalí optó por pintar temas que consideraba espirituales y revelar poderes ocultos en ellos. Esto se lo inspiró la fascinación por la bomba atómica, que encontró particularmente mística y poderosa. Utilizó formas clasicistas e hiperrealistas para acercarse a la espiritualidad contenida en todas las sustancias y, por tanto, a lo divino. La tentación de San Antonio fue su primera obra en este estilo e inicia su interés por plasmar temas surgidos de este interés por la espiritualidad, como la levitación o la ingravidez.